# Bundestagswahlkreis Rendsburg
Der Wahlkreis Rendsburg war ein Bundestagswahlkreis in Schleswig-Holstein und umfasste das Gebiet des Kreises Rendsburg ohne die Gemeinden Aasbüttel, Agethorst, Beldorf, Bendorf, Besdorf, Bokelrehm, Bokhorst, Bornholt, Gribbohm, Holstenniendorf, Nienbüttel, Nutteln, Oldenborstel, Puls, Schenefeld, Siezbüttel, Thaden, Vaale, Vaalermoor, Wacken und Warringholz, die zum Wahlkreis Steinburg gehörten. Außerdem fielen dem Wahlkreis die Stimmbezirke 23 und 26 bis 42 der Stadt Kiel zu.

## Geschichte
Der Wahlkreis Rendsburg hatte die Wahlkreisnummer 5. Das Gebiet des Wahlkreises bestand für die Bundestagswahlen 1949 bis 1961.
Vor der Bundestagswahl 1965 wurde das Gebiet des Wahlkreises um die Stadt Neumünster erweitert und als Wahlkreis Rendsburg - Neumünster neu gebildet.

## Abgeordnete
Direkt gewählte Abgeordnete des Wahlkreises Rendsburg waren
| Jahr | Name          | Partei | Anteil der Erststimmen |
| ---- | ------------- | ------ | ---------------------- |
| 1961 | Detlef Struve | CDU    | 47,7 %                 |
| 1957 | Detlef Struve | CDU    | 53,4 %                 |
| 1953 | Detlef Struve | CDU    | 55,1 %                 |
| 1949 | Detlef Struve | CDU    | 32,7 %                 |